# Znad Wilii
Znad Wilii – kwartalnik literacko-kulturalny. Polskie pismo na Litwie wydawane w Wilnie od 1989 roku.
Niekomercyjne wydawnictwo, w gronie wileńskim czasami uważane za następcę paryskiej „Kultury” jest pierwszym prywatnym wydawnictwem w dawnym ZSRR po zakończeniu II wojny światowej. Pierwszy numer ukazał się 24 grudnia 1989 roku.
Od 1989 do 2000 roku pismo wydawane było jako dwutygodnik i tygodnik, a od 2000 roku jako kwartalnik, o objętości 160 stron formatu A5. Wydawcą jest Viešoji įstaiga „Znad Wilii” kultūros plėtros draugija – Stowarzyszenie Użyteczności Publicznej na Rzecz Rozwoju Kultury „Znad Wilii”, którego prezesem zarządu jest Romuald Mieczkowski. Redaktorem naczelnym i wydawcą od czasu powstania jest Romuald Mieczkowski. Misją kwartalnika jest kultywowanie dziedzictwa historycznego i kulturalnego w duchu Rzeczypospolitej Obojga Narodów. Pismo „Znad Wilii”, w okresie transformacji systemowej,  przyczyniło się w dziele budowania pozytywnej tożsamości Polaków Wileńszczyzny. Na 30-lecie kwartalnika w 2019  ambasador Litwy w Polsce Eduardas Borisovas zaznaczył, że „Znad Wilii można nazwać kroniką relacji litewsko-polskich, upamiętniającą najważniejsze wydarzenia w życiu obu krajów”.
W 2020 roku do grona stałych współpracowników pisma należeli m.in. związani ze środowiskiem kwartalnika „Znad Wilii”: Leonard Drożdżewicz (Sokółka), Birutė Jonuškaitė (Wilno), Mieczysław Jackiewicz (Olsztyn), Maciej Mieczkowski (Berlin, Niemcy),  Tomasz Otocki (Warszawa), Józef  Puciłowski (Oborniki Śląskie), Władysław Zajewski (Gdańsk),  Stanisław Zawodnik (Genewa) oraz Tomasz Snarski (Gdańsk).
Kwartalnik „Znad Wilii” został zaliczony do tytułów prasowych wysokiej jakości przez Kancelarię Prezesa Rady Ministrów w ramach konkursu Polonia i Polacy za Granicą 2021.